# União Israelita Porto-Alegrense
União Israelita Porto-Alegrense (UIPA) é uma organização comunitária judaica situada em Porto Alegre, no estado do Rio Grande do Sul, Brasil. Fundada em 1910 por imigrantes judeus da Europa Central e Oriental, é considerada a mais antiga sinagoga em funcionamento contínuo do país e uma das mais antigas das Américas . A UIPA possui papel relevante na preservação da herança cultural judaica no sul do Brasil .

## História
A chegada de judeus ao Rio Grande do Sul intensificou-se a partir do final do século XIX, especialmente com a imigração de judeus asquenazes vindos da Alemanha, Rússia, Polônia e Lituânia . Esses imigrantes fundaram diversas instituições religiosas e culturais em Porto Alegre, sendo a União Israelita Porto-Alegrense a primeira do Rio Grande do Sul .
Em 1910, a comunidade estabeleceu sua primeira sinagoga, no bairro Bom Fim, região central da cidade. Em 1915, membros da UIPA participaram da fundação do primeiro jornal judaico em iídiche do Brasil, o Di Menshhayt, demonstrando a vitalidade cultural da comunidade .

## Sinagoga
O prédio da sinagoga localiza-se na Rua Barros Cassal e continua em operação mais de um século após sua inauguração. Sua arquitetura modesta esconde relíquias de grande valor histórico e religioso: a congregação conserva uma Torá de mais de 350 anos, em pergaminho natural, além de exemplares do Talmude impressos em Viena, datados de 1840 .

## Atividades e Afiliados
A UIPA atua em diversas frentes: organização de serviços religiosos, aulas de educação judaica, atividades culturais, ações sociais e manutenção do patrimônio histórico da comunidade judaica porto-alegrense.
Em 2023, a instituição formalizou sua filiação à UJR-AmLat, reafirmando sua vocação de comunidade pluralista, aberta ao diálogo inter-religioso e comprometida com os valores do judaísmo reformista .

## Reconhecimento
Em 2010, durante o centenário da sinagoga, a Assembleia Legislativa do Rio Grande do Sul homenageou a instituição por sua contribuição à história do estado, com destaque para a promoção da diversidade cultural, da liberdade religiosa e da integração dos imigrantes judeus na sociedade gaúcha .

## Cemitério
A UIPA administra o Cemitério União Israelita Porto-Alegrense, situado na Avenida Professor Oscar Pereira, no bairro Azenha. É um dos principais cemitérios judaicos do estado, local de descanso de figuras importantes da história judaica local, como Salomon Smolianoff — sobrevivente do Holocausto e envolvido na Operação Bernhard .